# Ptecticus glaucus
Ptecticus glaucus är en tvåvingeart som först beskrevs av Jacques-Marie-Frangile Bigot 1859.  Ptecticus glaucus ingår i släktet Ptecticus och familjen vapenflugor.
Artens utbredningsområde är Madagaskar. Inga underarter finns listade i Catalogue of Life.